# Klockartjärnen, Dalarna
Klockartjärnen är en sjö i Vansbro kommun i Dalarna och ingår i Dalälvens huvudavrinningsområde.